# Crataegus forbesiae
Crataegus forbesiae es una especie de planta del género Crataegus, perteneciente a la familia Rosaceae.

## Taxonomía
Crataegus forbesiae fue descrita por Charles Sprague Sargent en 1903.

## Distribución
Se encuentra en el territorio de Connecticut, Massachusetts y Nueva York.